# Anisobas gusenleitneri
Anisobas gusenleitneri là một loài tò vò trong họ Ichneumonidae.